# Tierheim Berlin

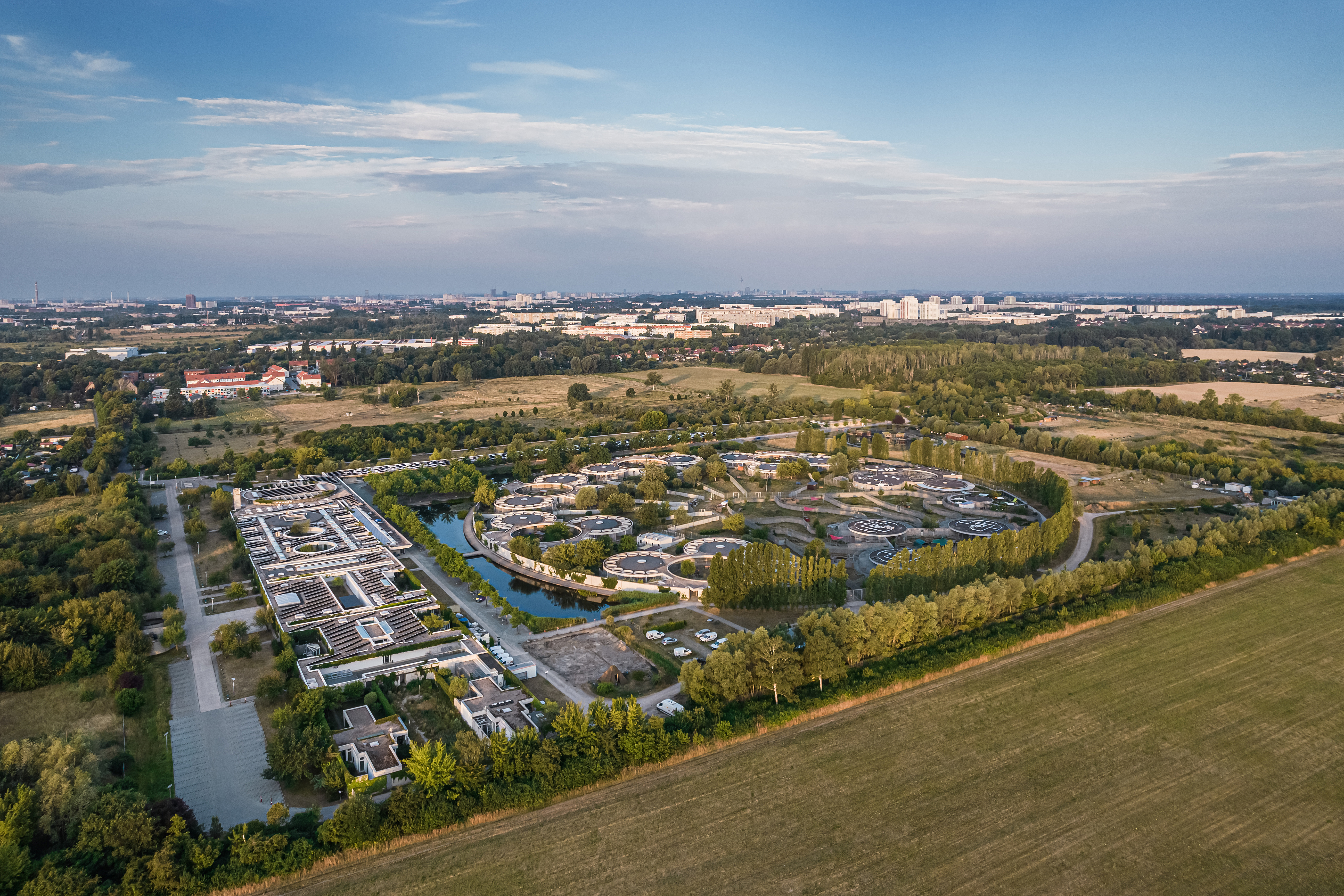
Luftaufnahme des Tierheims

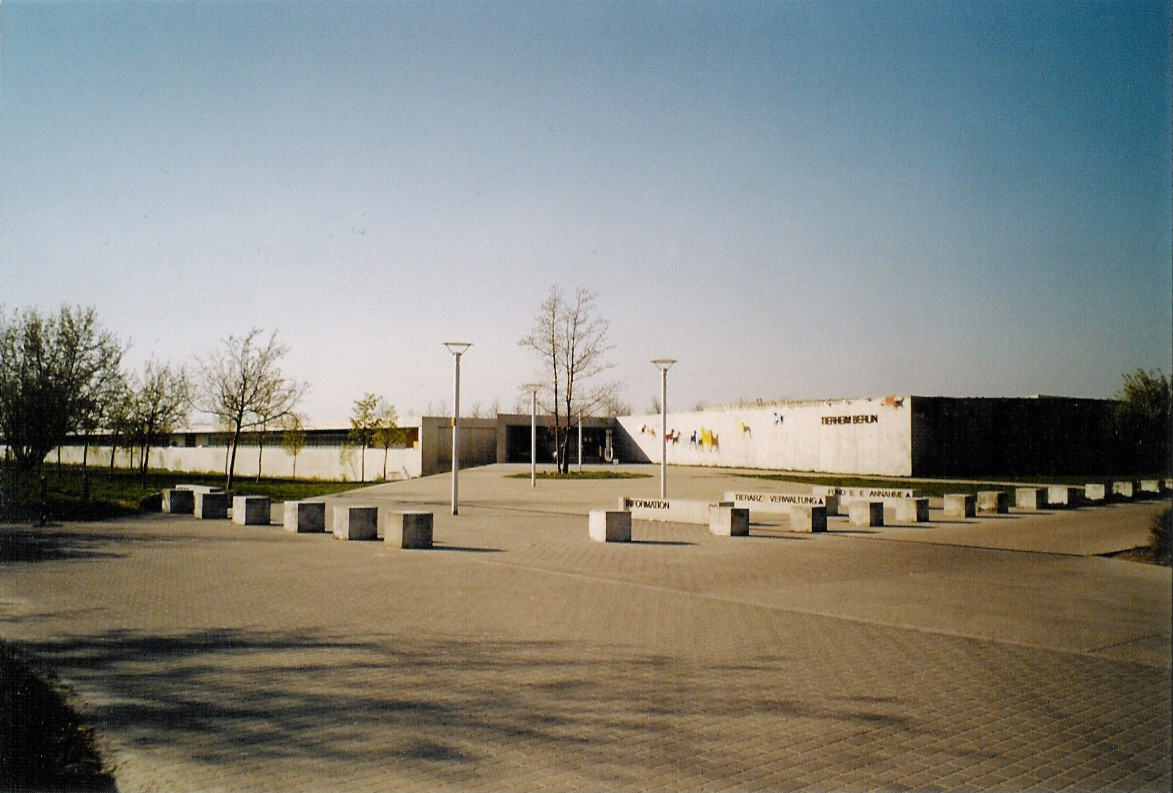
Haupteingang

Das Tierheim Berlin ist eine Berliner Einrichtung, die sich seit dem beginnenden 20. Jahrhundert um verlassene beziehungsweise ausgesetzte Haustiere kümmert, diese artgerecht unterbringt und pflegt sowie an private Tierliebhaber weiter vermittelt. Betreiber ist der Tierschutzverein für Berlin und Umgebung Corporation e. V., der im Jahr 1841 gegründet wurde und damit einer der ältesten Tierschutzvereine Deutschlands ist. Nach einem Umzug vom Ortsteil Lankwitz in den Ortsteil Falkenberg im Jahr 2002 verfügt das Heim über eine Fläche von 16 Hektar und zählt damit zu den größten Tierheimen Europas. Die Anlage befindet sich am Hausvaterweg 39 in Berlin-Falkenberg.

## Geschichte

### Erste Tierunterkünfte für Berlin und das Umland im 19. Jahrhundert

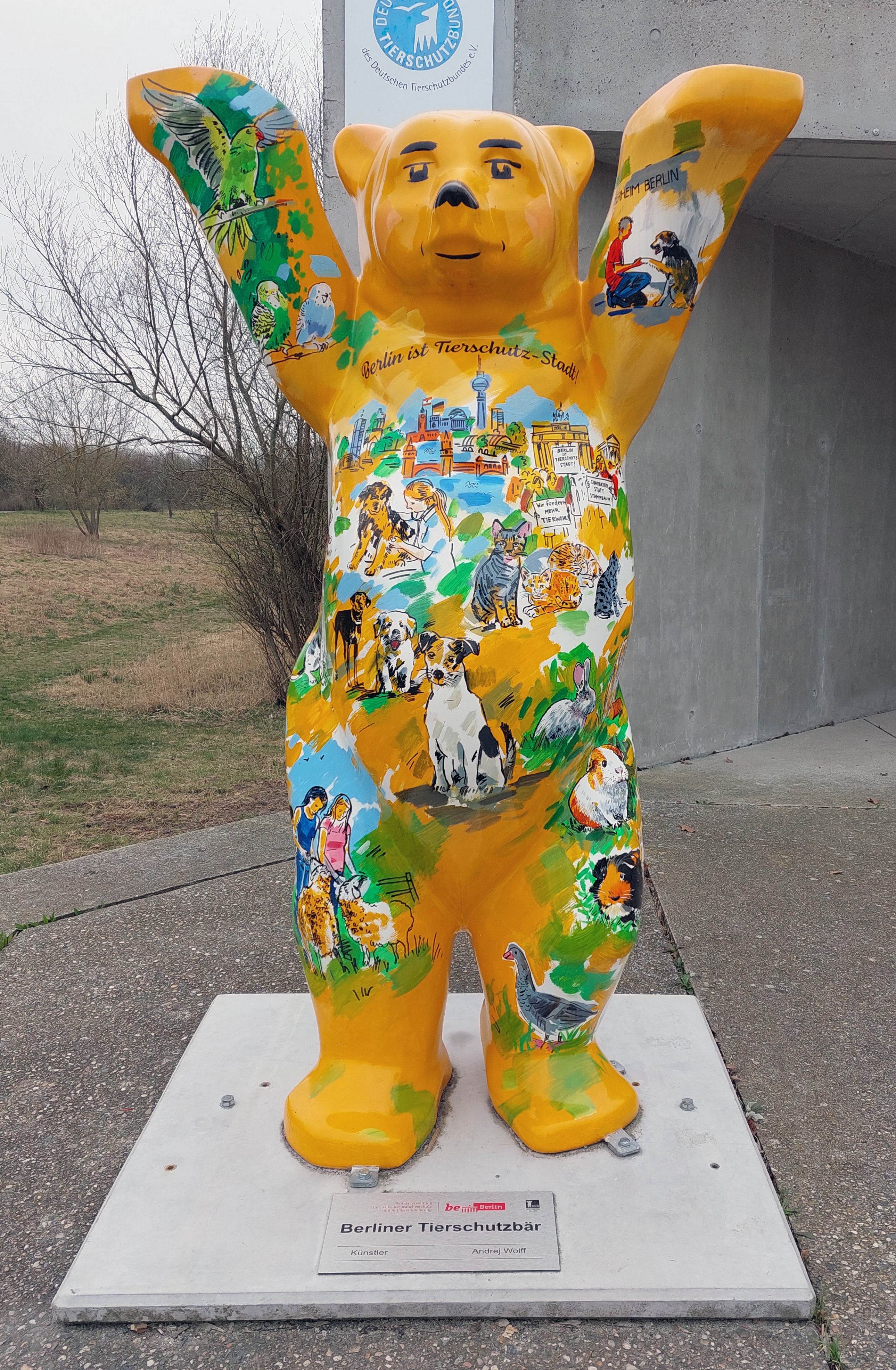
Tierschutzbär in Berlin-Falkenberg

Im Jahr 1886 entstand das erste Tierheim in Britz. 1892 zog der Betreiber, der Tierschutzverein für Berlin und Umgebung, in die ausgebauten Stadtbahnbögen an der Jannowitzbrücke in die Schicklerstraße 4 in Berlin-Mitte um. Dort gab es bereits eine Tierklinik. Da die Kapazität bereits nach kurzer Zeit nicht mehr ausreichte, wurde 1901 zusätzlich das Tierheim Lankwitz in der Dessauerstraße im heutigen Bezirk Steglitz-Zehlendorf eröffnet.

### Weitere Tierheime Berlin bis 1991
Das zentrale Tierheim in der Schicklerstraße 4 wurde im Zweiten Weltkrieg zerstört. Seit Mitte der 1950er Jahre gab es unter dieser Adresse den Amtlichen Hundefang des Magistrats von Groß-Berlin. Mitte der 1960er Jahre entstand dann dort das Ost-Berliner Tierheim mit einem tierärztlichen Notdienst. Es wurde 1991 geschlossen, der Tierschutzverein übernahm diese Aufgaben.
Das Tierheim in Lankwitz, ebenfalls zunächst stark kriegszerstört, war nach dem Zweiten Weltkrieg das Tierheim für West-Berlin. Es wurde mit der Inbetriebnahme des neuen Berliner Tierheims in Berlin-Falkenberg aufgegeben. An seiner Stelle entstand nach 2001 das Kurfürstenviertel, eine Einfamilienhaussiedlung.

### Seit den 1990er Jahren
Der Grundstein für den Neubau in Falkenberg wurde am 18. August 1999 gelegt, die offizielle Eröffnung erfolgte am 9. Juni 2002. In Betrieb ging das Tierheim bereits einige Monate zuvor im September 2001. Der Berliner Architekt Dietrich Bangert hat das futuristisch anmutende Tierheim entworfen. Es zeichnet sich durch verbauten Sichtbeton, weite Wasserflächen und Transparenz aus. Das gesamte Gelände ist barrierefrei.
Neben den hier über Jahrzehnte aufgenommenen Kleintieren kamen im Jahr 2008 Unterbringungsmöglichkeiten für notleidende Nutztiere wie Schweine, Schafe, Ziegen und Hühner hinzu. Ein Jahr später eröffnete eine weitere Auffangstation für Exoten und Reptilien, ein Seniorenkatzen-Vermittlungshaus sowie ein Freigehege für Straßenkatzen. 2011 kam das Hundetrainings- und Reha-Zentrum dazu, in dem Tierheim-Hunde sozialisiert, betreut und trainiert werden.
Die im Tierheim entstehenden Kosten trägt der Tierschutzverein, der sich über Spenden, Mitgliedsbeiträge und Vermächtnisse finanziert, überwiegend allein. Die amtliche Tiersammelstelle, die auf dem Tierheimgelände untergebracht ist, wird vom Land Berlin unterstützt und weitestgehend – wenn auch nicht zu 100 Prozent – finanziert. Der Tierheimbetrieb erfährt jedoch so gut wie keine Unterstützung durch die öffentliche Hand und ist auf individuelle finanzielle Hilfen, wie oben genannt, angewiesen.
Zum Beginn des Jahres 2018 stellte das Land Berlin erstmals Fördermittel für das Tierheim bereit, symbolisch übergeben durch Dirk Behrendt, der als Justizsenator auch für den Tierschutz in Berlin verantwortlich war. Der Haushaltsplan des Landes Berlin sah die Überweisung von jährlich 300.000 Euro in den Jahren 2018 und 2019 vor, die der Unterstützung konkreter Projekte des Tierschutzvereins dienen sollten, wie dem Ausbau der Katzen-Quarantänestation oder der Betreuung der 250 externen Futterstellen in allen Berliner Bezirken. Weitere konkrete Pläne wurden in den entsprechenden Jahren erstellt. Für Tierfreunde gibt es Möglichkeiten, das Tierheim zu unterstützen, zum Beispiel als Tierpate, ehrenamtlicher Helfer, Dauerspender oder über einen Nachlass.

## Kurzbeschreibung

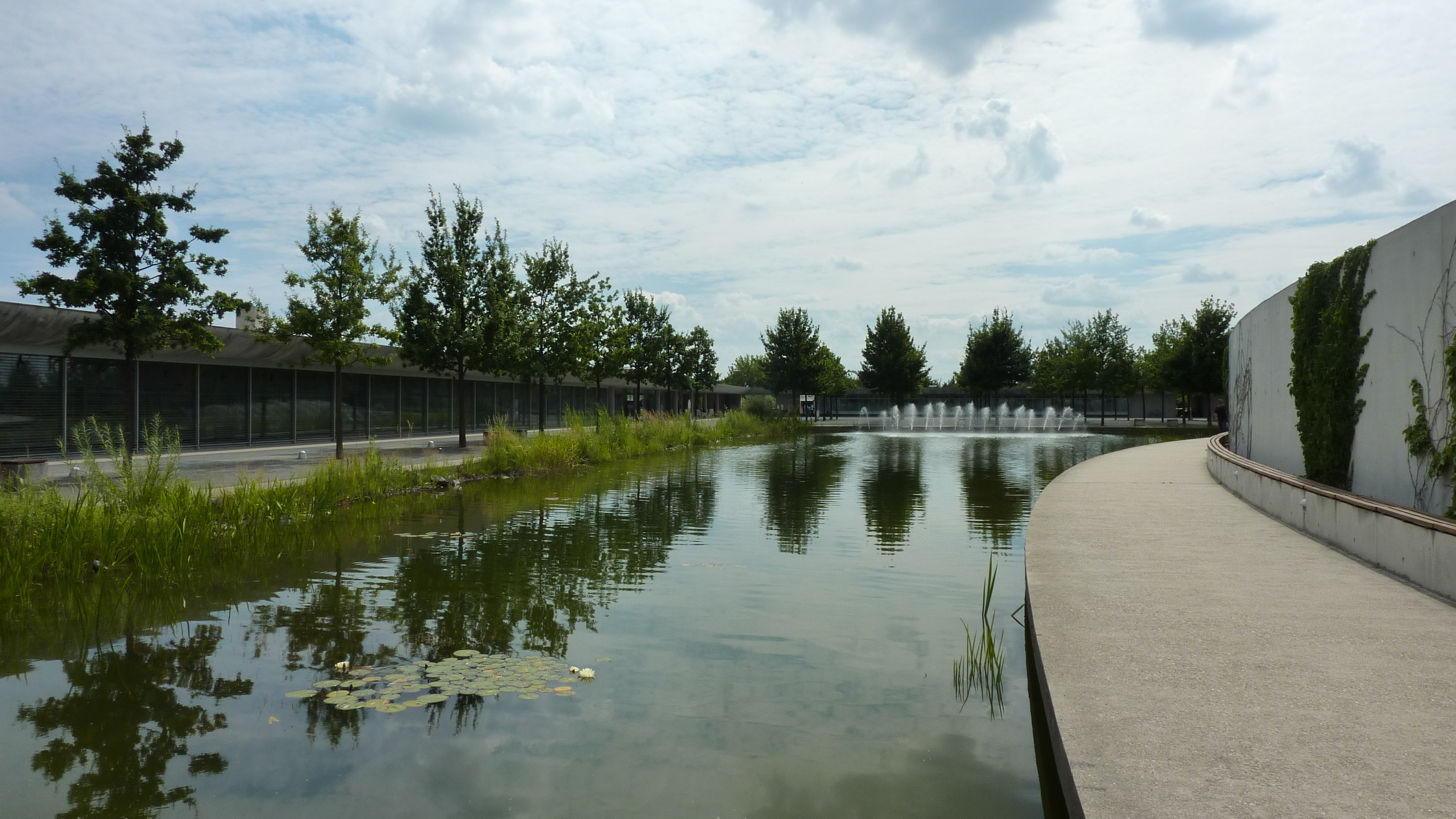
Innenbereich

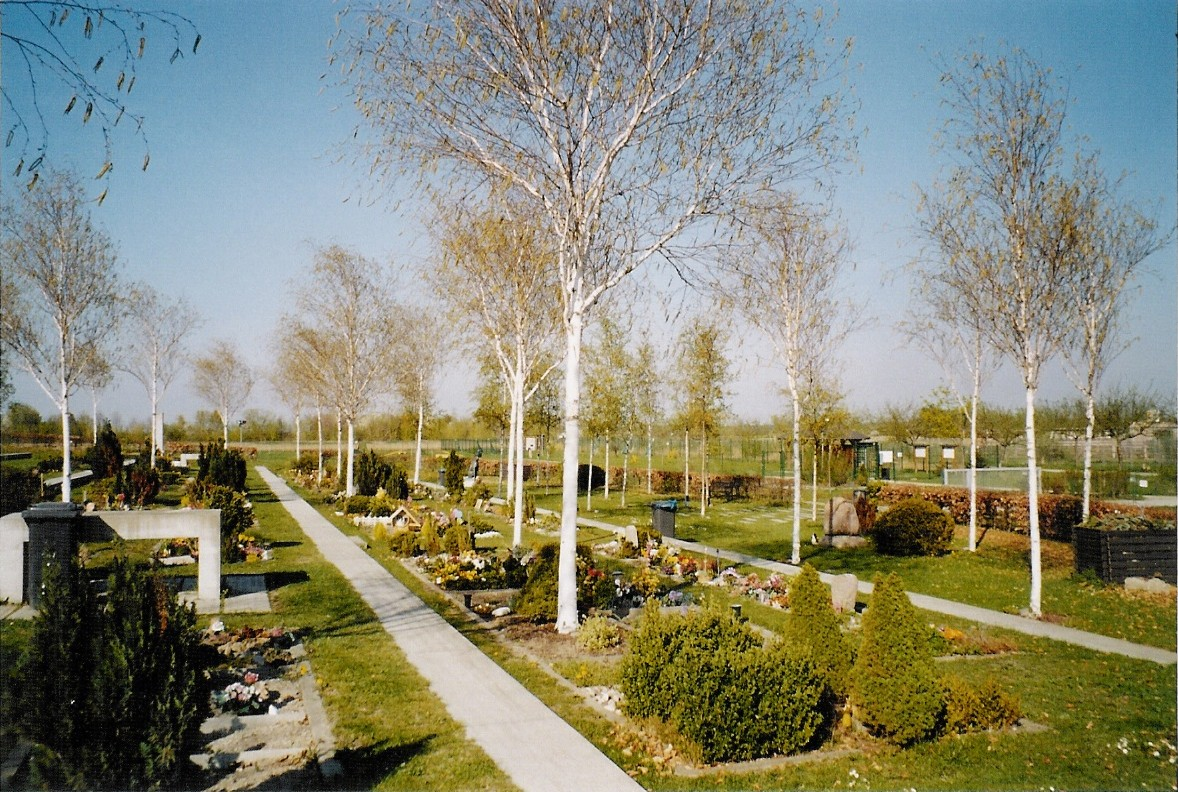
Tierfriedhof

Das Tierheim umfasst vier Katzenhäuser, sechs Hundehäuser, ein Haus für Kleintiere, ein Wasservogelhaus, eine Tierklinik sowie einen Tierfriedhof und einen Hundespielplatz. Die Dachkonstruktion des Baukomplexes war im Juli 2017 durch Starkregen beschädigt worden. Die Reparaturkosten („eine mittlere sechsstellige Summe“) kamen durch Geldspenden von Tierliebhabern innerhalb kurzer Zeit zusammen. Im Frühjahr 2018 hat eine Firma nach öffentlicher Ausschreibung die Arbeiten ausgeführt.  Im Juni 2024 wurde eine neue Katzenquarantäne mit 120 Quarantäneboxen und 6 Katzenstuben in 10 Räumen eröffnet.
Die Einrichtung dient gleichzeitig dem Tierschutzunterricht der Berliner Tierschutzjugend.

## Ausgewählte Daten
Im Tierheim Berlin werden jedes Jahr mehrere tausend in Not geratene oder von ihren Besitzern ausgesetzte Tiere aufgenommen, versorgt und an neue Besitzer vermittelt. Außerdem befindet sich auf dem Gelände die amtliche Tiersammelstelle des Landes Berlin, eine zentrale Anlaufstelle für Fundtiere, für deren Organisation der Bezirk Lichtenberg verantwortlich ist. Obwohl in den letzten Jahren die im Heim untergebrachten Tiere in der Anzahl weniger geworden sind, verursachen die übrigen mindestens die gleichen Kosten wie zuvor, weil die Tiere meist länger in der Einrichtung bleiben, „denn sie sind zunehmend älter, kränker und verhaltensauffälliger, so dass ihre Vermittlung länger dauert“, wie es der Geschäftsführer des Tierschutzvereins beschreibt.
Der Tierschutzverein für Berlin und Umgebung Corporation e. V. beschäftigt in seinem Tierheim ca. 180 hauptamtliche Mitarbeiter, darunter Tierpfleger, Haushandwerker und Verwaltungsangestellte, Tierärzte und Tierarzthelfer.

## Das Heim in den Medien
Das moderne Tierheim dient neben seiner eigentlichen Funktion auch als Film- und Fotokulisse:
- Unter anderem wurden hier als „Institut für experimentelle Molekularmedizin“ Teile der 610. Tatort-Folge Leiden wie ein Tier (2005) gedreht.[6]
- Für den US-amerikanischen Science-Fiction-Film Aeon Flux (2005) diente das Tierheim als Kulisse.[7][8]
- Zudem bildet es auch eine architektonische Vorlage für einen Komplex der fiktiven Architektur im Film Aeon Flux.[9]
- Im Jahr 2009 wurde das Tierheim Berlin in der zehnteiligen ZDF-Serie SOS für alle Felle vorgestellt.[10]

Anlässlich des Tages der offenen Tür im Jahr 2014 enthüllte der Präsident des Tierschutzvereins für Berlin, Wolfgang Apel, auf dem Gelände einen Buddy Bären. Gegen eine Spende können sich Tierheimbesucher seit 2014 mit einem farbigen Handabdruck und ihrem Namen auf dem Buddy-Bären verewigen.